# Matang Glp Dua Meunasah Timu
Matang Glp Dua Meunasah Timu is een bestuurslaag in het regentschap Bireuen van de provincie Atjeh, Indonesië. Matang Glp Dua Meunasah Timu telt 1592 inwoners (volkstelling 2010).